# La Farinera del Sindicat Agrícola de Cervera

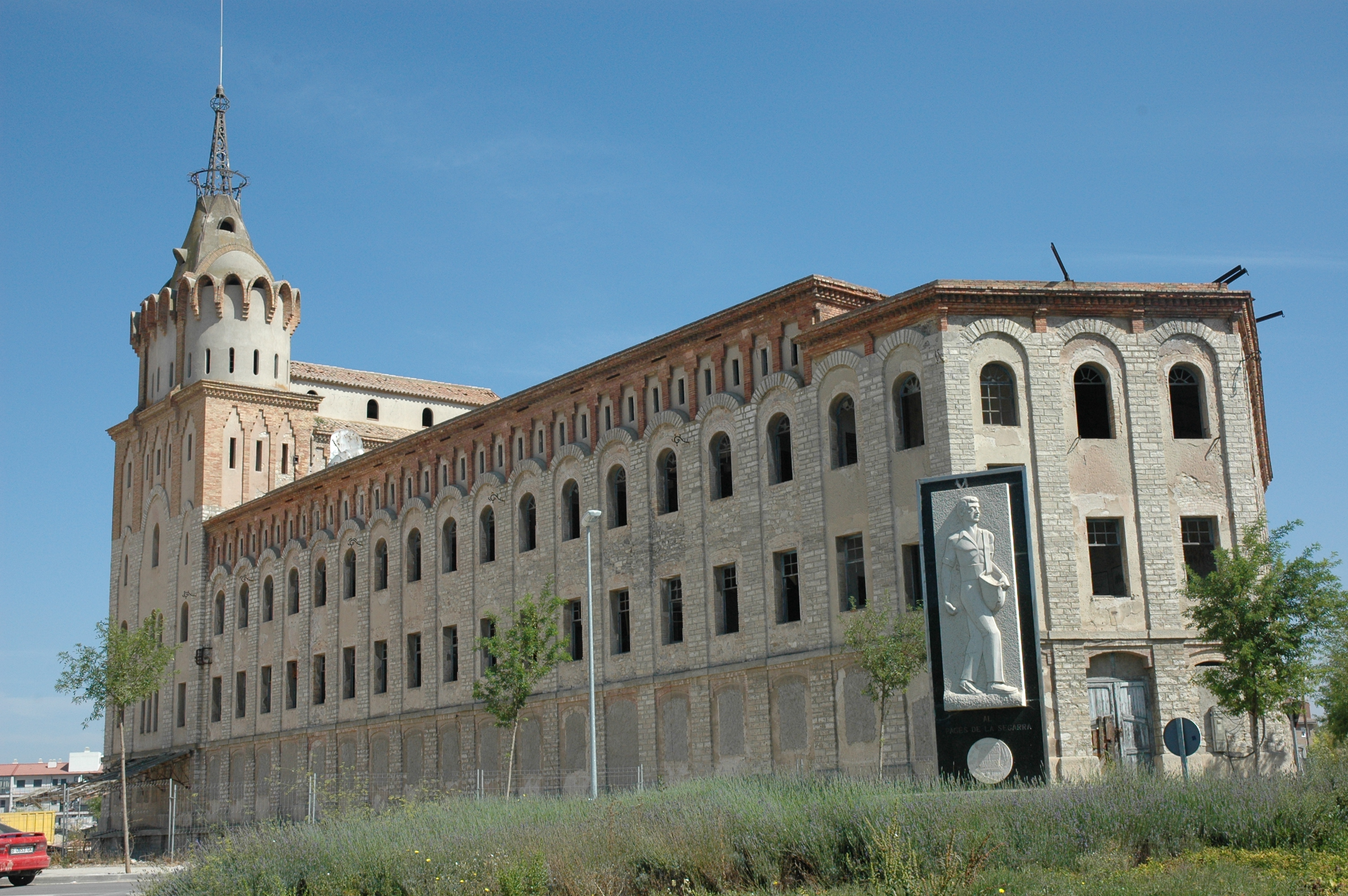
Farinera del Sindicat Agrícola

La Farinera del Sindicat Agrícola de Cervera ist ein historisches Mühlen- und Fabrikgebäude am Rand der katalanischen Stadt Cervera in der Comarca Segarra, einem Landkreis der Provinz Lleida.
Das Gebäude wurde vom katalanischen Architekten und bekannten Vertreter des Modernisme, Cèsar Martinell i Brunet, entworfen und in den Jahren 1920 bis 1922 im Auftrag des ehemaligen Landwirtschaftsschule Union Cervera gebaut.
Das Hauptgebäude mit Industriegleisanschluss an die Bahnlinie Lleida−Manresa−Barcelona besteht aus drei wesentlichen Abschnitten: dem Maschinenhaus der Mehlmühlen mit zwölf unterirdischen Silos für Getreide und Mehl, der Brotfabrik und dem überdachten Wasserturm mit einer Kuppel, der zugleich auch das Symbol der Brotfabrik darstellte. Dieser Turm, Farinera i torre d'aigua, ist auch als Turm der Arbeit (Torre del Treball) bekannt und bildet einen Teil der Trilogie der Türme Torre de la Fe, den Türmen der ehemaligen Universität Torre de la Ciència von Cervera.
Die Fassaden des Hauptgebäudes unterstreichen den architektonischen Stil des katalanischen Modernisme im 19. Jahrhundert. 2002 wurde La Farinera del Sindicat Agrícola de Cervera auf Grund der besonderen architektonischen Werte unter Denkmalschutz gestellt: Edificis modernistes de Catalunya und Béns Culturals d'Interès Nacional.
2009 wurde durch Beschluss der Regierung von Katalonien Ministerio de Fomento die Renovierung der Fassade in Auftrag gegeben.